# La Passion selon Pier Paolo Pasolini
La Passion selon Pier Paolo Pasolini è una commedia teatrale pubblicata nel 1978 dal drammaturgo belga René Kalisky e tratta dal film Teorema, di Pier Paolo Pasolini.
Questa produzione teatrale scolastica è stata diretta da Albert-André L'heureux, messa in scena per la prima volta nel novembre 1985 al teatro National Monument in Canada, e successivamente replicata per sole sei volte.

## Trama
La rappresentazione racconta le vicissitudini di una famiglia milanese scossa dall'arrivo di un silenzioso ed affascinante ospite, un giovane venticinquenne. Il visitatore ottiene le grazie e seduce contemporaneamente il capofamiglia, la moglie, la figlia, il figlio e la domestica. 

Quando il misterioso viaggiatore riparte la vita della famiglia è completamente stravolta ed ogni cosa non è più com'era prima.